# Neopsammodius culminatus
Neopsammodius culminatus är en skalbaggsart som beskrevs av Bates 1887. Neopsammodius culminatus ingår i släktet Neopsammodius och familjen Aphodiidae. Inga underarter finns listade i Catalogue of Life.